# Фи Геркулеса
Фи Геркулеса (лат. φ Herculis), 11 Геркулеса (лат. 11 Herculis), HD 145389 — тройная звезда в созвездии Геркулеса на расстоянии приблизительно 219 световых лет (около 67,1 парсек) от Солнца. Возраст звезды определён как около 210 млн лет.

## Характеристики
Первый компонент (HD 147547A) — бело-голубая вращающаяся переменная звезда типа Альфы² Гончих Псов (ACV:) спектрального класса B9VspHgMn, или B9V, или B9IIIHgMn, или B9HgMn, или B9p, или B9. Видимая звёздная величина звезды — от +4,23m до +4,22m. Масса — около 3,732 солнечных, радиус — около 3,179 солнечных, светимость — около 72,48 солнечных. Эффективная температура — около 11009 K.
Второй компонент (HD 147547B) — белая звезда спектрального класса A8V. Масса — около 1,614 солнечной. Эффективная температура — около 8000 K. Орбитальный период — около 565 суток (1,5469 года).
Третий компонент — красный карлик спектрального класса M. Масса — около 215,64 юпитерианских (0,2058 солнечной). Удалён в среднем на 2,32 а.е..